# Vlag van Westergo

Vlag van Westergo

De vlag van Westergo toont hetzelfde beeld het gemeentewapen. De vlag kan als volgt worden beschreven:
Blauw, met een linksschuine baan van wit.
Herinneringen eraan vindt men terug in de vlaggenkleuren van Wonseradeel en het Bildt. De schuine baan is wellicht een symbolische aanduiding van de slachtedijk die de vijf delen van Franeker in Westergo als zeewering aanlegden.

## Verwante afbeeldingen

Wapen van Westergo